# Mawjhai Amu
Mawjhai Amu es un equipo de fútbol de Afganistán. Juegan en la Liga Premier de Afganistán. Fue fundada en agosto de 2012 por la creación de la Liga Premier de Afganistán y sus jugadores han sido elegidos a través de un casting-show llamado Maidan-E-Sabz (Campo Verde). Representan la región oriental del norte de Afganistán.

## Historia
En la Afghan Premier League 2012 es eliminado en la fase de grupos al empatar 2-2 con el Oqaban Hindukush F.C., perder 4-2 con el Simorgh Alborz FC, y ser goleado 4-0 por el Toofaan Harirood F.C.. En la Liga Premier de Afganistán 2013 tampoco logran pasar de la fase de grupos, empatan 2-2 con el Simorgh Alborz FC, pierden 3-0 con el Toofaan Harirood F.C. y pierden 1-2 con el De Spin Ghar Bazan F.C.. En la Liga Premier de Afganistán 2014 tampoco logran pasar de la fase de grupos, pierden 5-2 contra el Oqaban Hindukush F.C., pierden 4-2 contra el Shaheen Asmayee F.C., pero logran su primera victoria en su historia al ganarle 2-0 al De Abasin Sape F.C.. En la Liga Premier de Afganistán 2015 llega a Semifinales al perder 3-2 en la ida y empatar 1-1 en la vuelta contra el Shaheen Asmayee F.C., en el Partido por el Tercer Puesto son goleados 1-5 por el De Maiwand Atalan FC, el equipo termina con el cuarto puesto.

## Estadio

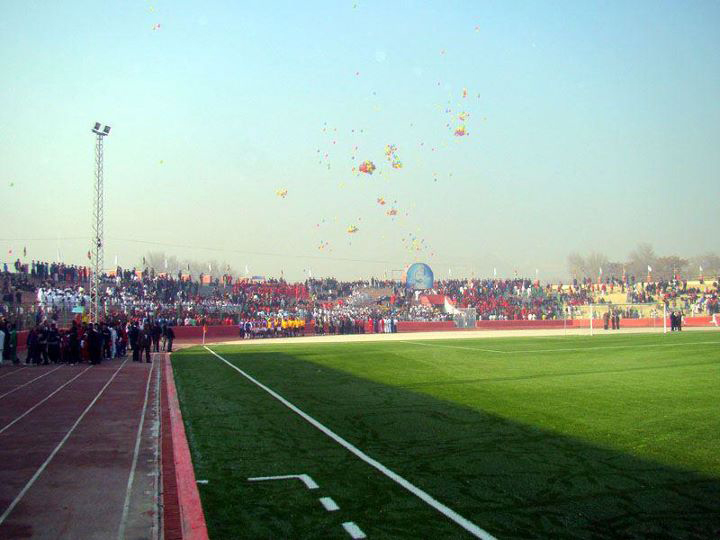
Estadio Nacional de Afganistán.

Juega sus partidos de local en el Estadio Nacional de Afganistán, donde también juegan Afganistán, Maiwand Kabul F.C., Ferozi F.C., Seramiasht F.C., Javan Azadi Kabul F.C. y Hakim Sanayi Kabul F.C.. El estadio fue construido en 1925 y tiene capacidad para 25.000 espectadores, está ubicado en Kabul y es un estadio con césped artificial.